# Rainer Mackensen
Rainer Mackensen (* 8. Juni 1927 in Greifswald; † 18. Dezember 2018) war ein deutscher Soziologe und Bevölkerungswissenschaftler.

## Leben

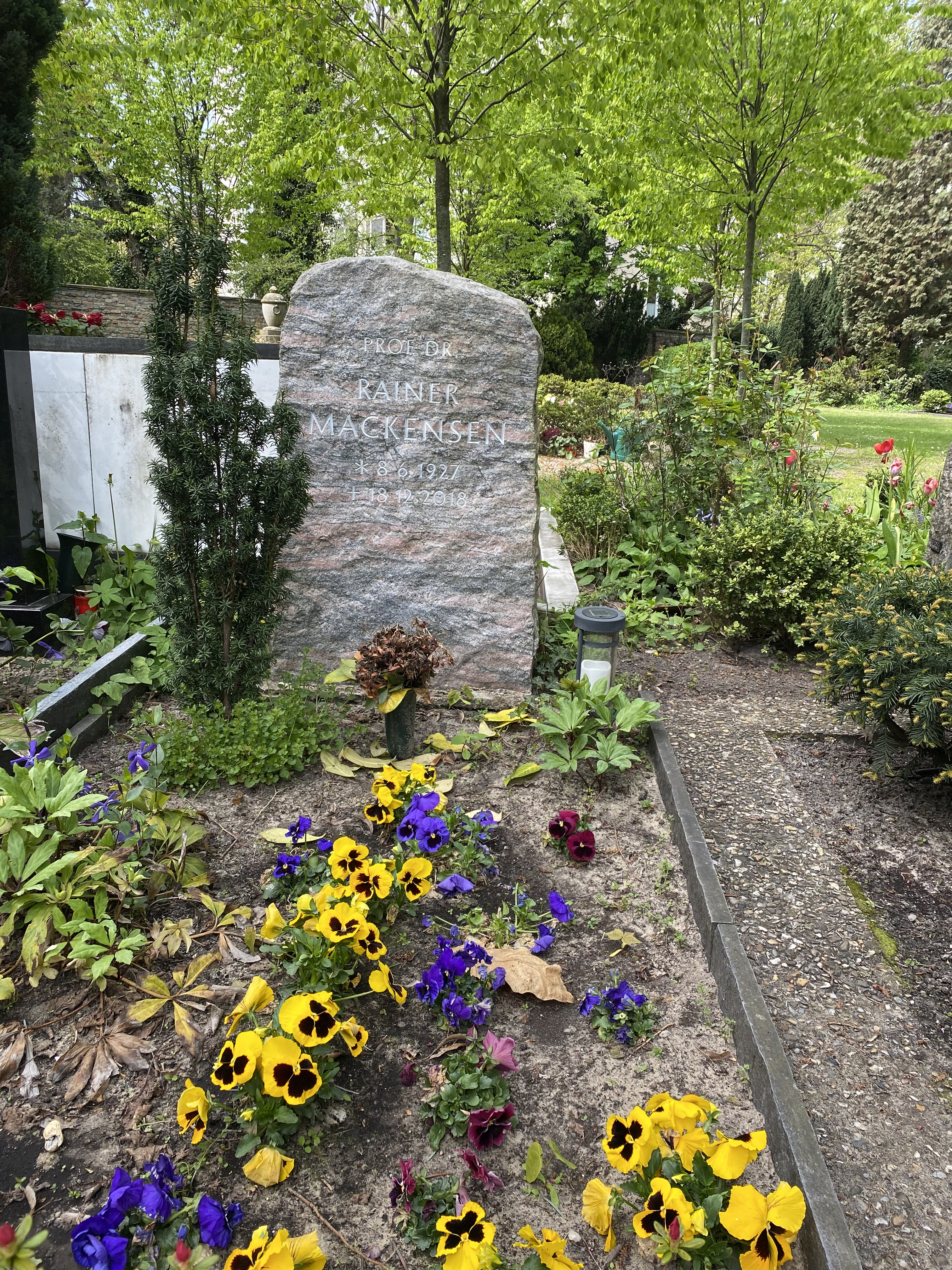
Grabstätte auf dem Luisenkirchhof I

Mackensen ging in Riga, wo sein Vater Lutz Mackensen am Herder-Institut tätig war, Berlin und Posen zur Schule und studierte an den Universitäten in Göttingen und Tübingen. Danach arbeitete er an der Sozialforschungsstelle an der Universität Münster in Dortmund und habilitierte sich in Münster für Soziologie und Bevölkerungslehre. Von 1968 bis zu seiner Emeritierung 1992 war er Professor für Soziologie an der Technischen Universität Berlin.
Einer seiner Arbeitsschwerpunkte war die Geschichte der Sozialwissenschaften im 20. Jahrhundert, insbesondere der Bevölkerungswissenschaft unter dem Nationalsozialismus.
Seit 2003 war Mackensen Mitglied der Leibniz-Societät.
Seine letzte Ruhestätte erhielt Rainer Mackensen auf dem Luisenkirchhof I in Berlin-Charlottenburg.

## Veröffentlichungen (Auswahl)
- (Bearb.): Daseinsformen der Großstadt. Typische Formen sozialer Existenz in Stadtmitte, Vorstadt und Gürtel der industriellen Großstadt (= Industrielle Großstadt. Bd. 1). Mohr, Tübingen 1959.
- (Hrsg., mit Heinz Wewer): Dynamik der Bevölkerungsentwicklung. Strukturen, Bedingungen, Folgen. Hanser, München 1973, ISBN 3-446-11727-X (2. Aufl. 1974).
- (mit Klaus Krämer u. a.): Probleme regionaler Mobilität. Ergebnisse und Lücken der Forschung zur gegenwärtigen Situation in der Bundesrepublik Deutschland/Berlin (West) (= Schriften der Kommission für Wirtschaftlichen und Sozialen Wandel. Bd. 19). Schwartz, Göttingen 1975, ISBN 3-509-00779-4.
- (mit Katrin Lederer): Gesellschaftliche Bedürfnislagen. Möglichkeiten und Grenzen ihrer wissenschaftlichen Bestimmung (= Schriften der Kommission für Wirtschaftlichen und Sozialen Wandel. Bd. 92). Schwartz, Göttingen 1975, ISBN 3-509-00898-7).
- (Mithrsg.): Bevölkerungsentwicklung und Bevölkerungstheorie in Geschichte und Gegenwart. Campus, Frankfurt am Main 1979, ISBN 3-593-34158-1.
- (Mithrsg.): Bevölkerungsbewegungen in der Europäischen Gemeinschaft. Familienwissenschaftliche Forschungsstelle im Statistischen Landesamt Baden-Württemberg, Stuttgart 1991, ISBN 3-923292-26-0.
- (Hrsg.): Konstruktionshandeln. Nicht-technische Determinanten des Konstruierens bei zunehmendem CAD-Einsatz. Hanser, München 1997, ISBN 3-446-17388-9.
- (Hrsg.): Bevölkerungsfragen auf Abwegen der Wissenschaften. Leske + Budrich, Opladen 1998, ISBN 3-8100-2050-8.
- (Hrsg.): Handlung und Umwelt. Beiträge zu einer soziologische Lokaltheorie. Leske + Budrich, Opladen 2000, ISBN 3-8100-2521-6.
- (Hrsg.): Bevölkerungslehre und Bevölkerungspolitik vor 1933. Leske + Budrich, Opladen 2001, ISBN 3-8100-3285-9.
- (Hrsg.): Bevölkerungslehre und Bevölkerungspolitik im "Dritten Reich". Leske + Budrich, Opladen 2004, ISBN 3-8100-3861-X.
- (Hrsg., mit Jürgen Reulecke): Das Konstrukt "Bevölkerung" vor, im und nach dem "Dritten Reich". VS Verlag für Sozialwissenschaft, Wiesbaden 2005, ISBN 3-531-14807-9.
- (Hrsg.): Bevölkerungsforschung und Politik in Deutschland im 20. Jahrhundert. VS Verlag für Sozialwissenschaft, Wiesbaden 2006, ISBN 3-531-15121-5.
- (Hrsg., mit Jürgen Reulecke u. Josef Ehmer): Ursprünge, Arten und Folgen des Konstrukts "Bevölkerung" vor, im und nach dem "Dritten Reich". VS Verlag für Sozialwissenschaft, Wiesbaden 2009, ISBN 978-3-531-16152-5.

Festschriften
- Sibylle Meyer, Eva Schulze (Hrsg.): Soziale Lage und soziale Beziehungen. Beiträge aus der Soziologie der Bevölkerung und angrenzender Disziplinen. Festschrift für Rainer Mackensen (= Schriftenreihe des Bundesinstituts für Bevölkerungsforschung. Bd. 22). Boldt-Verlag, Boppard 1994, ISBN 3-7646-1941-4.

- Sibylle Meyer (Hrsg.): Ein Puzzle, das nie aufgeht. Stadt, Region und Individuum in der Moderne. Festschrift für Rainer Mackensen. Ed. Sigma, Berlin 1994, ISBN 3-89404-371-7.

- Josef Ehmer (Hrsg.): Herausforderung Bevölkerung. Zu Entwicklungen des modernen Denkens über die Bevölkerung vor, im und nach dem "Dritten Reich" [Beiträge zum 80. Geburtstag von Rainer Mackensen]. VS Verlag für Sozialwissenschaft, Wiesbaden 2007, ISBN 978-3-531-15556-2.